# Praecox-Gefühl
Praecox-Gefühl (niem.) – stosowane w psychiatrii określenie na odczucie specyficznego niepokoju odczuwanego przez doświadczonego lekarza podczas rozmowy z pacjentem, uczucie braku empatii i niewspółgrania uczuciowego ze strony pacjenta, opisywane w początkowych stadiach schizofrenii. Termin wprowadził holenderski psychiatra Henricus Cornelius Rümke. Zbliżonym terminem jest również stosowane w pracach Rümkego Praecox-Erlebnis. W anglojęzycznym piśmiennictwie jego odpowiednikiem jest Praecox-feeling; w polskim niekiedy tłumaczono ten termin jako wczesne wyczucie. Wobec wprowadzenia kryteriów rozpoznania schizofrenii Praecox-Gefühl ma w diagnostyce psychiatrycznej znaczenie pomocnicze. Zbliżonym pojęciem jest diagnostic par pénétration Minkowskiego.